# Rokupr
Rokupr este un oraș în Sierra Leone.

## Populația
2013 (conform estimărilor): 12.744 loc.

1963 (recensământ): 4.151 loc.

1974 (recensământ): 5.780 loc.

1985 (recensământ): 8.283 loc.